# ESSOR
L'ESSOR (acronimo per European Secure Software-defined Radio) è un'architettura europea del Software Defined Radio, sicura e a fini militari, facente parte di uno dei programmi attualmente gestiti dall'Organizzazione congiunta per la cooperazione in materia di armamenti e della Cooperazione strutturata permanente (PESCO) dell'Unione europea.